# Macrosporiella sapporensis
Macrosporiella sapporensis là một loài Rêu trong họ Leucodontaceae. Loài này được (Besch.) Nog. mô tả khoa học đầu tiên năm 1947.